# Генитофеморални нерв
Генитофеморални нерв је једна од главних грана лумбалног плексуса која носи влакна из предњих грана кичмених нерава Л1 и Л2. Генитофеморални нерв је првенствено сензорни нерв који обезбеђује инервацију горњег дела бутине код оба пола. Конкретно, снабдева пубис и велике усне код жена, и кожу предње стране скротума код мушкараца. Поред сензорних, генитофеморални нерв носи и моторна влакна за инервацију кремастерног мишића код мушкараца.

## Анатомија
Генитофеморални нерв настаје у супстанци великог слабинског мишића (lat. m. psoas major)  спајањем предњих грана кичмених нерава  Л1 и Л2 . Након проласка кроз велики слабинскимишића, нерв излази на његову предњу површину и наставља да се спушта ретроперитонеално према ингвиналном лигаменту.
Пре него што стигне до ингвиналног лигамента, генитофеморални нерв прелази преко уретера са задње стране и завршава се рачвањем у две терминалне гране: 
- феморалну (лумбоингвиналну) гране
- гениталну грану.

Ова бифуркација се обично дешава након што нерв пробије фасцију великог слабинског мишића (lat. m. psoas major)   или након што пређе уретер.

### Феморална грана
Феморална грана (такође позната као лумбоингвинална грана) иде латерално од спољашње илијачне артерије према ингвиналном лигаменту. Затим путује испод ингвиналног лигамента, пробија феморалну овојницу и фасцију лата и улази у регион бутине.
За разлику од гениталне гране, феморална грана је искључиво сензорна грана. Снабдева кожу предњег, горњег и медијалног дела бутине.
Да ли желите да знате више о лумбалном плексусу? Погледајте нашу студијску јединицу и чланак да научите све што треба да знате о лумбалном плексусу.

### Генитална грана
По свом настанку, генитална грана иде доле, прелази спољашњу илијачну артерију и улази у ингвинални канал преко дубоког ингвиналног прстена. У ингвиналном каналу, гениталну грану прати семенска врпца (код мушкараца) или округли лигамент (код жена). Излази из ингвиналног канала кроз површински ингвинални прстен и обезбеђује снабдевање спољашњих гениталија .
Тачније, генитална грана обезбеђује сензорно снабдевање предњег дела коже скротума код мушкараца, а снабдева монс пубис и велике усне код жена. Његова моторна влакна инервирају кремастер мишић код мушкараца.
Вреди напоменути да је генитофеморални нерв углавном одговоран за кремастерични рефлекс , јер снабдева сензацију супериорном медијалном аспекту бутине и моторну инервацију кремастог мишића. Кремастерични рефлекс је драгоцен део физичког прегледа, посебно у процени акутног бола скротума и процени торзије тестиса.

## Клинички значај

### Генитофеморална неуралгија
Генитофеморална неуралгија је синдром који карактерише јак бол у доњем делу стомака услед компресије генитофеморалног нерва. Бол се може дистрибуирати било где дуж путање нерва и његових грана. Обично је оштар и једностран и може се јавити и код мушкараца и код жена. У већини случајева, компресија нерва се одвија током његовог тока кроз ингвинални канал, обично након операције отворене киле.

## Галерија
- Deep and superficial dissection of the lumbar plexus.
- Genitofemoral nerve